# Postzegelemissie
Een postzegelemissie is de uitgifte door de posterijen van een land, van een losse postzegel of van een serie postzegels, tegelijk of ook wel achtereenvolgend. Bij een langlopende serie worden bij een tariefwijziging nieuwe waarden aan de serie toegevoegd. Soms gebeurt dat ook bij een kortlopende serie (zoals Zomerzegels 1940).
Vaak heeft een emissie een roepnaam op basis van onderscheidende eigenschappen. Bijvoorbeeld in Nederland: Eerste emissie (1852), Zomerzegels 1951, Kinderzegels 1952, Europazegels 1956, Rode-Kruiszegels 1967, Wilhelmina bontkraag (1899-1921), Juliana en-face (1949-1952), Juliana en-profil (1953-1967), Juliana Regina (1969-1972), Cijferzegel Van Krimpen (1946-1957), Cijferzegel Crouwel (1976) enz.
Bijvoorbeeld in België: Epauletten, Rode Kruis 1915, Orval-blok (1941), Elstrøm-zegels (1970-1982).